# Majs
Majs là một thị trấn thuộc hạt Baranya, Hungary. Thị trấn này có diện tích 32,06 km², dân số năm 2010 là 981 người, mật độ 31 người/km².